# Calymmodesmus isidricus
Calymmodesmus isidricus är en mångfotingart som först beskrevs av Chamberlin 1938.  Calymmodesmus isidricus ingår i släktet Calymmodesmus och familjen Stylodesmidae. Inga underarter finns listade i Catalogue of Life.